# Zarubińce (hromada Zbaraż)
Zarubińce (ukr. Зарубинці) – wieś na Ukrainie w rejonie tarnopolskim obwodu tarnopolskiego
W czasie okupacji niemieckiej mieszkające tutaj polskie małżeństwo, Jan i Emilia Paliniewiczowie, ukrywało pięcioro Żydów z rodziny Alstadterów, za co w 2002 roku Instytut Jad Waszem uhonorował je tytułami Sprawiedliwych wśród Narodów Świata.
Do 2020 w rejonie zbaraskim.

## Urodzeni
- Antin Horbaczewski (1856-1944), ukraiński adwokat, polityk, parlamentarzysta okresu Austro-Węgier, ZRL i II RP, senator II-IV kadencji Senatu RP,
- Iwan Horbaczewski (1854-1942), ukraiński bio-, chemik, higienista i epidemiolog, działacz społeczny i polityczny, 1. minister ochrony zdrowia Austro-Węgier.